# Ампер
Ампе́р (А) — одиниця вимірювання сили електричного струму в Міжнародній системі одиниць (SI), одна з семи основних одиниць SI (позначається А). Електричний струм вимірюється приладом амперметром.

## Визначення
16 листопада 2018 року на XXVI Генеральній конференції мір і ваг було ухвалене нове визначення ампера, що ґрунтується на використанні чисельного значення елементарного електричного заряду. Формулювання, що набуло чинності 20 травня 2019 року, звучить так:
| Ампер, символ А, є одиницею електричного струму в SI. Вона встановлюється фіксацією числового значення елементарного електричного заряду e, коли він виражений одиницею Кл, що відповідає А⋅с, де секунда визначається через {\displaystyle \Delta \nu _{\mathrm {Cs} }}. |

{\displaystyle \Delta \nu _{\mathrm {Cs} }} — частота випромінювання, що відповідає переходу між двома надтонкими рівнями основного стану атома цезію-133.
Це визначення спирається на точне значення елементарного електричного заряду e = 1,602 176 634 × 10−19 А•с. В оберненому вигляді цей запис дає точний вираз для одиниці ампера у термінах визначальних констант e і {\displaystyle \Delta \nu _{\mathrm {Cs} }}:
{\displaystyle 1A=\left({\frac {e}{1,602176634\times 10^{-19}}}\right)} с−1,
що еквівалентно
{\displaystyle 1A={\frac {1}{9192631770\cdot 1,602176634\times 10^{-19}}}\Delta \nu _{\mathrm {Cs} }e\approx 6,7896868\times 10^{8}\Delta \nu _{\mathrm {Cs} }e}.
Сутність цього визначення полягає в тому, що один ампер — це електричний струм, якому відповідає потік 1 / (1,602 176 634 × 10−19) елементарних зарядів за секунду.

## Історична довідка
Одиниця названа на честь французького фізика Андре-Марі Ампера.
З моменту введення ампера як одиниці вимірювання електричного струму, його визначення набуло декількох змін. Спочатку визначення ампера повністю базувалось на законі Ома, а саме, як сила струму, що протікає в провіднику з опором 1 Ом при різниці потенціалів 1 В. Труднощі практичного відтворення встановленого таким чином визначення призвели до введення міжнародних електричних одиниць, які базувались на речовинних еталонах, та нового визначення ампера. Міжнародний ампер був визначений як незмінний струм, що виділяє з розчину азотнокислого срібла за 1 с 1,118 мг срібла.
Згодом, значне вдосконалення електричних вимірювань дозволило з 1948 відмовитись від речовинного еталону ампера.

### Визначення 1948 року

Ілюстрація визначення величини 1 А 1948 року

У 1948 найточніше визначення ампера знову ж зводиться до використання закону Ома, оскільки необхідні для цього величини: В і Ом можна з великою точністю визначити, використовуючи ефект Джозефсона і квантовий ефект Холла.
За цим визначенням А дорівнюватиме силі такого постійного струму, який, пропущений по двох прямих паралельних нескінченних провідниках із незначним поперечним перерізом, що поміщені на відстані 1 м один від одного у вакуумі, створював би між цими провідниками силу 2⋅10−7  Н•м довжини.
Число 2⋅10−7  взяте тому, що початково ампер визначався для СГС, і сила взаємодії між провідниками повинна була дорівнювати 2 дин на см довжини, якщо вони розташовані на відстані 1 см.
З цього визначення ампера випливає, що магнітна стала {\displaystyle \mu _{0}} дорівнює {\displaystyle 4\pi \times 10^{-7}} Гн/ м або, {\displaystyle 4\pi \times 10^{-7}} Н/А² точно. Це твердження стає зрозумілим, якщо врахувати, що сила взаємодії двох розташованих на відстані {\displaystyle d} один від одного безкінечних паралельних провідників, по яких протікають струми {\displaystyle I_{1}} і {\displaystyle I_{2}}, що припадає на одиницю довжини, виражається співвідношенням:
{\displaystyle F={\frac {\mu _{0}}{4\pi }}{\frac {2I_{1}I_{2}}{d}}.}

### Пропозиція перевизначення
Замість того, щоб визначати А через силу взаємодії двох провідників, існує пропозиція визначати його через потік елементарних електричних зарядів. Оскільки Кл приблизно дорівнює 6.2415093×1018 елементарних зарядів, 1 А приблизно дорівнює 6.2415093×1018 зарядів, що рухаються через перетин провідника за с. Якщо відмовитися від слів «приблизно», то елементарний електричний заряд як фундаментальна фізична стала буде визначений точно. Міжнародний комітет мір і ваг на своїй конференції 2005 р. погодився вивчити цю пропозицію, що і було зроблено на 25-й Генеральній конференції мір і ваг 2014. За результатами обговорення означення А і Кл залишилося незмінним.

### Визначення 2018 р.
У 2018 було ухвалене і наступного року набуло чинності сучасне визначення А. Величина А не змінилась при зміні визначення. Однак зміна визначення призвела до того, що вказаний вище вираз для магнітної сталої перестав бути точним, а став виконуватися лише чисельно з великою точністю.

## Кратні і частинні одиниці
Щоб уникнути великих або малих числових значень, за допомогою префіксів SI, зазначених у таблиці, утворюють десяткові кратні та частинні від А.
| Кратні                         | Кратні     | Кратні     | Кратні     | Частинні | Частинні   | Частинні   | Частинні   |
| Величина                       | Назва      | Позначення | Позначення | Величина | Назва      | Позначення | Позначення |
| ------------------------------ | ---------- | ---------- | ---------- | -------- | ---------- | ---------- | ---------- |
| 101 А                          | декаампер  | даА        | daA        | 10−1 А   | дециампер  | дА         | dA         |
| 102 А                          | гектоампер | гА         | hA         | 10−2 А   | сантиампер | сА         | cA         |
| 103 А                          | кілоампер  | кА         | kA         | 10−3 А   | міліампер  | мА         | mA         |
| 106 А                          | мегаампер  | МА         | MA         | 10−6 А   | мікроампер | мкА        | µA         |
| 109 А                          | гігаампер  | ГА         | GA         | 10−9 А   | наноампер  | нА         | nA         |
| 1012 А                         | тераампер  | ТА         | TA         | 10−12 А  | пікоампер  | пА         | pA         |
| 1015 А                         | петаампер  | ПА         | PA         | 10−15 А  | фемтоампер | фА         | fA         |
| 1018 А                         | ексаампер  | ЕА         | EA         | 10−18 А  | атоампер   | аА         | aA         |
| 1021 А                         | зетаампер  | ЗА         | ZA         | 10−21 А  | зептоампер | зА         | zA         |
| 1024 А                         | йотаампер  | ЙА         | YA         | 10−24 А  | йоктоампер | йА         | yA         |
| застосовувати не рекомендовано |            |            |            |          |            |            |            |

Позначення префікса розглядають разом з позначенням одиниці, до якої його безпосередньо приєднано, утворюючи з нею нове позначення для десяткових кратних і частинних одиниць, які можна піднести до позитивного або негативного степеня та які можна з’єднати з позначеннями інших одиниць для формування складних похідних одиниць.

## Зв'язок з іншими одиницями SI
Якщо електричний струм в провіднику дорівнює 1 А, то за 1 с через поперечний переріз проходить заряд, рівний 1 Кл.
1 А = Кл/с.
Якщо конденсатор ємністю в 1 Ф заряджати струмом 1 А, то напруга на обкладках буде зростати на 1 В кожну с.